# 宝兴矮柳
宝兴矮柳（学名：Salix microphyta）是杨柳科柳属的植物，是中国的特有植物。分布于中国大陆的四川等地，生长于海拔2,300米至3,700米的地区，一般生于灌丛中，目前尚未由人工引种栽培。

## 异名
- Salix kungmuensis P. Y. Mao et W. Z. Li